# InfraLinux
Infra-Linux.org — дистрибутив Linux с полным циклом разработки, созданный на основе Ubuntu.

## Использование
По информации от разработчиков система InfraLinux использовалась в течение продолжительного времени для внутренних целей, как платформа для разработки и отладки проекта OpenOffice.org pro. Постепенно она обрела статус основной корпоративной платформы в компании «Инфра-Ресурс».
Первый дистрибутив InfraLinux был создан на основе Ubuntu 8.04.1 и содержит незначительные изменения в интерфейсе, а также расширенную версию OpenOffice.org pro (вместо стандартной OpenOffice.org).

## Особенности InfraLinux
- Изменённый интерфейс
- По умолчанию установлен офисный пакет OpenOffice.Org Pro с поддержкой всех официальных локализаций OpenOffice.org (не только русской)
- Установлены по умолчанию кодеки gstreamer xine
- Установлен по умолчанию network-manager-pptp, кнопка add в Vpn активирована
- Набор пакетов немного дополнен библиотеками qt для уменьшения трафика при получении дополнений через Интернет
- Доступ к архиву ПО дистрибутива для пользователей региональных сетей широкополосного доступа в городах РФ через сеть доставки и дистрибуции контента NGENIX CDN (NGENIX Content Delivery Network)
- При участии специалистов из Турции внедрена система Zemberek для проверки орфографии тюркских языков. Внедрение данной системы в основные продукты на базе Debian планируются в ближайшем будущем
- Интеграция пакета «Бизнес Пак» и МойСклад в систему дистрибуции проекта
- По заверению разработчиков система InfraLinux не содержит каких-либо ограничений и соответствует требованиям к стандартному рабочему месту любых групп пользователей (Поставщиков вычислительного оборудования (OEM); Частного и корпоративного бизнеса; Граждан, Государственных и учебных учреждений).
- Наряду с бесплатной доступна и коммерческая техническая поддержка для корпоративных пользователей

## Статьи
- Мир Open Source за неделю: InfraLinux. xakep.ru (14 июля 2008). Дата обращения: 7 сентября 2016.